# Перетин зіткнення
Перетин зіткнення (рос. поперечное сечение столкновения, англ. collision cross-section) — у простій теорії зіткнень твердих сфер (А та А або А та В) — площа круга з радіусом, рівним діаметрові зіткнення. Число зіткнень між частинками є пропорційним до цієї площі (σ):
σ = πdAA2/4 або σ = πdAB2/4,
де dAA і dAB — діаметри зіткнень АА та АВ, відповідно.